# Selenaspidus quadrilobus
Selenaspidus quadrilobus är en insektsart som beskrevs av Abraham Munting 1969. Selenaspidus quadrilobus ingår i släktet Selenaspidus och familjen pansarsköldlöss. Inga underarter finns listade i Catalogue of Life.